# National Academy of Medicine
Die National Academy of Medicine (NAM) ist eine US-amerikanische Non-Profit- und Nichtregierungsorganisation, die 1970 als Institute of Medicine (IOM) der National Academy of Sciences gegründet wurde.
Am 28. April 2015 stimmten die Mitglieder der NAS dafür, die Mitgliedschaft des IOM als neue National Academy of Medicine zu rekonstituieren und eine neue Abteilung für Gesundheit und Medizin innerhalb der National Academy of Sciences einzurichten, die die Programmaktivitäten des IOM zum Kern hat. Diese Änderungen traten am 1. Juli 2015 in Kraft.
Mitglieder der National Academy of Medicine werden gewählt (jährlich etwa 80, davon 10 von außerhalb der USA). 2015 hatte sie rund 2000 Mitglieder. Präsident ist seit 2014 Victor J. Dzau.
Als Teil der National Academy of Sciences ist die NAM ebenso Teil der übergeordneten Organisation National Academies of Sciences, Engineering, and Medicine, zu der auch die National Academy of Engineering (NAE) und das National Research Council (NRC) gehören. Von ihr durchgeführte oder initiierte Studien werden von der National Academies Press gedruckt.
Die National Academy of Medicine vergibt den Sarnat-Preis (Rhoda and Bernard Sarnat International Prize in Mental Health) und den Gustav O. Lienhard Award for Advancement of Health Care.